# ライヤーン

2004年の行政区画割変更後のライヤーンの領域

2004年の行政区画割変更前のライヤーンの領域

ライヤーン（アラビア語: بلدية الريان バラディーヤ・アッ＝ライヤーン、Al-Rayyan）は、カタールの行政区画。

## 概要
カタールの西部にあり、7つある行政区画のうち面積は3番目の規模、人口は455,623人（2010年）で行政区画では二番目の規模である。隣接する行政区画はアル＝ワクラ、ドーハ、ウンム・サラール、シャハーニーヤ。行政区画のバラディーヤ・ライヤーン内にある町としては、ライヤーン、石油都市ドゥハーン（日本ではドハーンとも表記される）、シャハーニーヤなどがある。また、域内にあるランドマークとしては、カタール競馬馬事クラブ(Qatar Racing and Equestrian Club)やラクダレース場、動物園がある。ウンム・アル＝アファーイーには、アフマド・ビン・アリー・スタジアムがある。
行政区画名と同名の町、ライヤーンは、カタールの首都ドーハの西にある、カタール半島の内陸にある町である。人口はドーハに次ぎ、同国第二の都市である。総合スポーツクラブのアル・ラーヤンSCが本拠を置いており、サッカー部門は同国でも強豪である。

## 隣接行政区画
- シャハーニーヤ
- ウンム・サラール
- ドーハ基礎自治体
- アル＝ワクラ
- 東部州